# パシーヤ

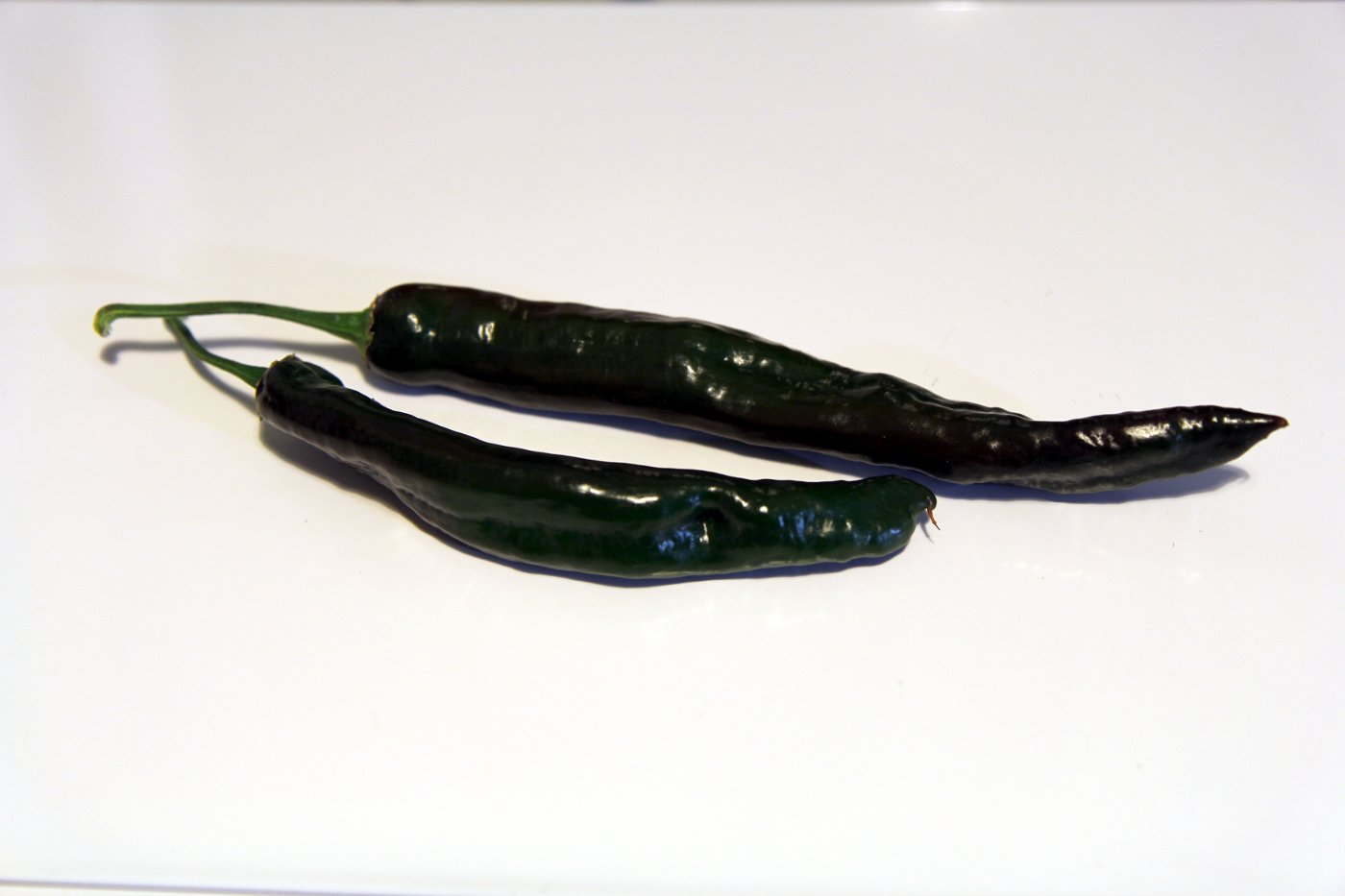
暗い茶色の生のチラカ

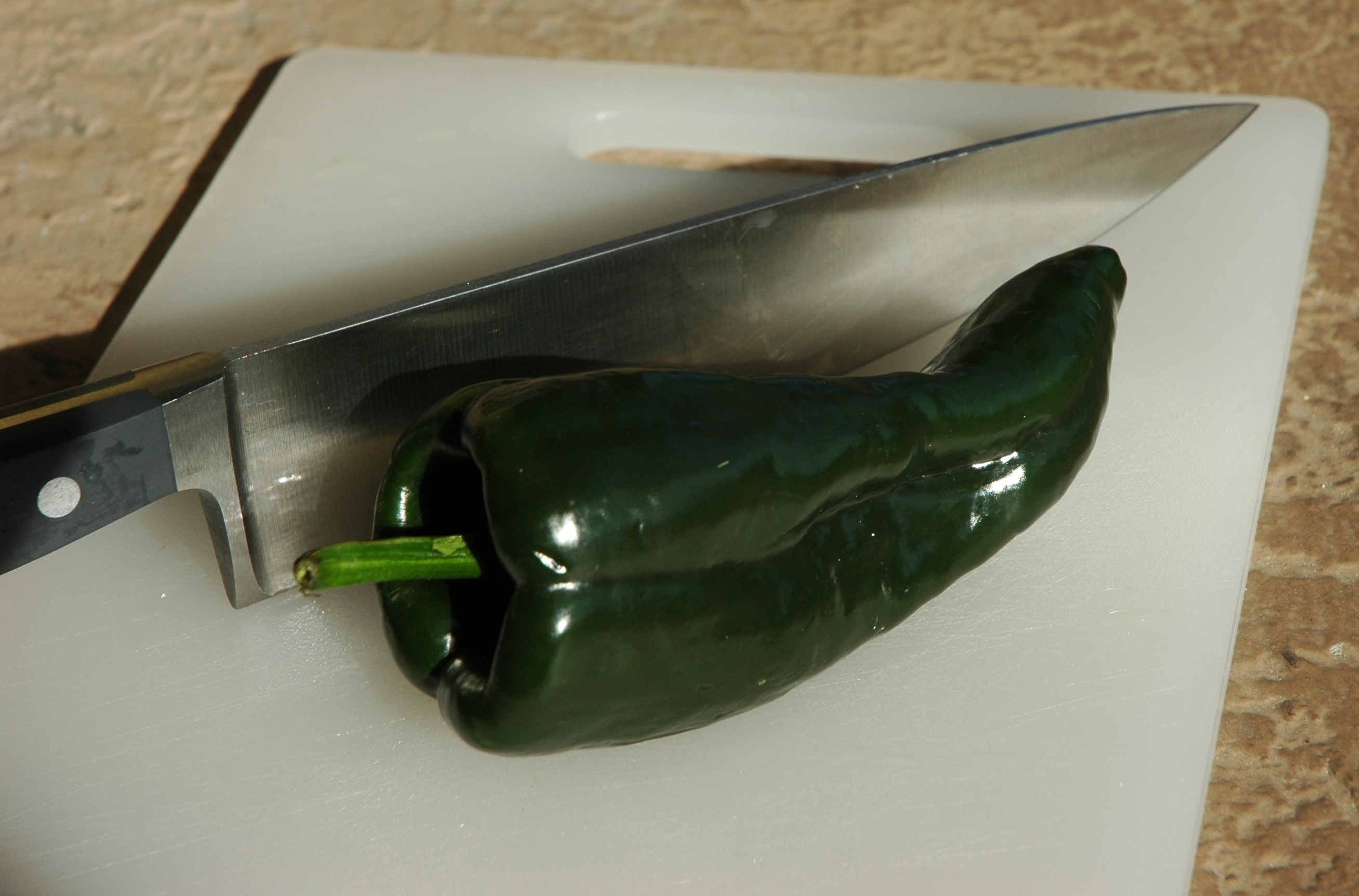
生のポブラノ、メキシコより北では誤って“パシーヤ”という名で販売されることがある

パシーヤ(Pasilla)、またはチレ・ネグロ(Chile Negro)は、細長い品種のチラカという名のトウガラシを乾燥させたものである。黒く皺のよった皮から、「小さなレーズン」という意味の名前が付けられた。比較的辛さはマイルドで風味が強い。乾燥させると、長さ15-20センチ(6-8インチ)、幅2.5−4センチ(1-1.5インチ)になる。スコヴィル値は、1,000-4,000である。
生のもの(チラカ)は、長さ20センチ(9インチ)になり、捻れた形をしているが、乾燥させると捻れはほぼなくなる。完熟させると、暗い緑色から暗い茶色になる
。
アメリカ合衆国では、生産者や販売者がしばしば、より幅広の種であるポブラノと混同することがある。

## 利用
パシーヤは、グアテマラ料理やメキシコ料理に利用され、特にスープやソースに用いられる(例えば、グアテマラ料理ではモーレ・デ・プラタノ、メキシコ料理ではモーレ・ポブラノなどがある)。サルサ・ボラチャや、様々なタイプのモーレ、アドボ(マリネソース)、牛豚鶏の煮込みなど、多くのソースの材料として利用される。しばしば果物と組み合わされ、ガチョウ、魚介、ラム、キノコ、ニンニク、フェンネル、蜂蜜、オレガノ等とともに供される。輪切りにし、油で揚げたものはトルティーヤ・スープの典型的な付け合わせで、メキシコシティで使用されることが多い。チレ・レジェーノ(トウガラシにチーズなどの具を詰めたもの)としても使いやすい。ホールまたは粉末の形で、メキシコ、アメリカ合衆国、イギリス等で販売される。
チレ・パシーヤ・オアハケーニョ(Chile Pasilla Oaxaqueño)は、オアハカ州原産の燻製されたパシーヤで、モーレ・ネグロに用いられる。これと混同するのを避けるためにパシーヤ・デ・メヒコ、またはパシーヤ・メヒカノ(両方とも“メキシコのパシーヤ”の意)と呼ばれることもある。

## 関連文献
- Kennedy, Diana. The Cuisines of Mexico (revised edition) New York: Harper & Row, 1986.
- Kennedy, Diana. From My Mexican Kitchen: Techniques and Ingredients. New York: Clarkson Potter/Publishers, 2003.
- McMahan, Jacqueline Higuera. Red & Green Chile Cookbook. Lake Hughes, CA: The Olive Press, 1992.